# VfB Hohenems
Der VfB Hohenems ist ein österreichischer Fußballverein aus der Vorarlberger Stadt Hohenems. Der Verein spielt seit der Saison 2016/17 in der drittklassigen Regionalliga West. Die Heimspiele trägt Hohenems im Herrenriedstadion aus.

## Geschichte
Der VfB Hohenems wurde 1923 von Josef Amann, Anton Amann, Martin Peter, Rudolf Häusle, Franz Vonach, Eduard Jäger, Hermann Amann, Johann Rüdisser, Adolf Klien und Josef Drexel gegründet. Der erste große Erfolg des Vereins war der Gewinn der Vorarlberger Landesmeisterschaft 1967 und den damit verbundenen Aufstieg in die zweitklassige Regionalliga West. In der Saison 1970/71 konnten die Hohenemser mit dem vierten Platz ihr bestes Ergebnis einfahren, aber bereits ein Jahr später kam es zum Abstieg in die Landesliga.
1982 gelang die Rückkehr in die mittlerweile reformbedingt nur noch drittklassige Regionalliga, wo als Vizemeister 1982/83 hinter dem SC Kufstein beinahe der Durchmarsch in die 2. Division gelungen wäre. 1986/87 wurde der zweite Platz hinter dem USV Salzburg wiederholt. Bis 1997 spielten die Hohenemser in der Regionalliga, 2000 folgte die Rückkehr als Landesmeister. Einen weiteren Abstieg 2007 quittierten die Blau-Gelben mit dem umgehenden Wiederaufstieg. Im Jahr 2010 musste erneut der Abstieg in die Vorarlbergliga hingenommen werden, in der sich Hohenems nicht halten konnte und erstmals in der Vereinsgeschichte im Jahr 2011 in die fünftklassige Landesliga abstieg.
Nach zwei durchschnittlichen Saisonen folgte eine sehr gute Saison 2013/14, in der der VfB Hohenems nicht nur überlegener Meister der Landesliga wurde und dadurch in die Vorarlbergliga aufstieg, sondern auch erstmals seit 2004 ins Vorarlberger-Fußballcup-Finale einzog. In diesem musste sich der Verein aber dem FC Dornbirn mit 3:4 geschlagen geben. Trotzdem qualifizierte man sich für den ÖFB-Cup 2014/15. Dort erreichte der Verein nach einem 5:1-Sieg gegen USC Eugendorf die 2. Runde, in der mit einer 0:5-Niederlage gegen den SCR Altach Endstation war. In der Saison 2014/15 erreichte der Verein als Aufsteiger den zweiten Rang in der Vorarlbergliga.

## Erfolge
- Fünfmal Zweitligateilnahme Österreich: 1968–1972 (Regionalliga West)
- Siebenmal Vorarlberger Landesmeister: 1967, 1982, 2000, 2008, 2016, 2023, 2024
- Sechsmal Vorarlberger Cupsieger: 1989, 1991, 1996, 2004, 2017, 2024